# Shout (filme)
Shout é um filme americano de 1991 dirigido por Jeffrey Hornaday, com John Travolta no papel de um professor de música que apresenta o rock and roll a uma escola para garotos do oeste do Texas em 1955. Travolta foi indicado para o prêmio Framboesa de Ouro de pior ator coadjuvante pelo papel.
O filme também conta com Jamie Walters, Scott Coffey, Heather Graham e Glenn Quinn, bem como o primeiro papel de Gwyneth Paltrow.

## Sinopse
John Travolta estrela no papel de Cabe, um forasteiro de passado sombrio que se torna o professor de música em um reformatório de menores no interior do Texas, neste cenário cheio de romance e rock'n'roll durante a década de 50. James Walters e Heather Graham incendeiam a tela como Jesse Tucker, o novo garoto rebelde, e Sara Benedict, com quem ele tem inesperadamente uma relação de amor e ódio. Contratado pelo pai dela, Eugene, que dirige a escola, para preparar os garotos para um concerto de Quatro de Julho, Cabe fica desolado com a falta de talento do grupo, mas vê uma luz ao fim do túnel. Ele apresenta aos garotos o ritmo recém-nascido chamado rock'n'roll. Os rapazes logo se interessam pelo novo estilo selvagem de música, porém, ela é extremamente proibida.